# Sōken-ji

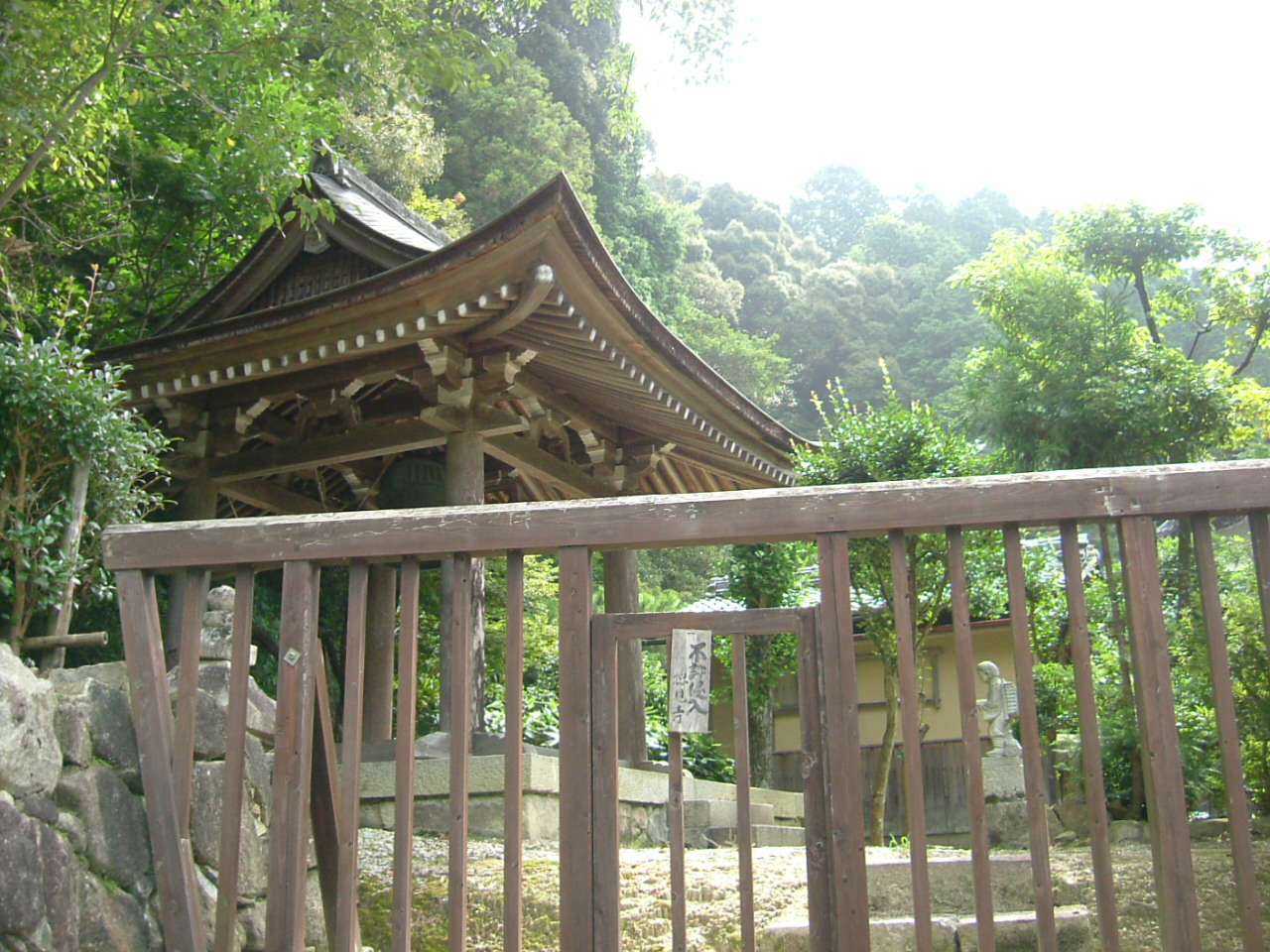
Karihondō de Sōken-ji.

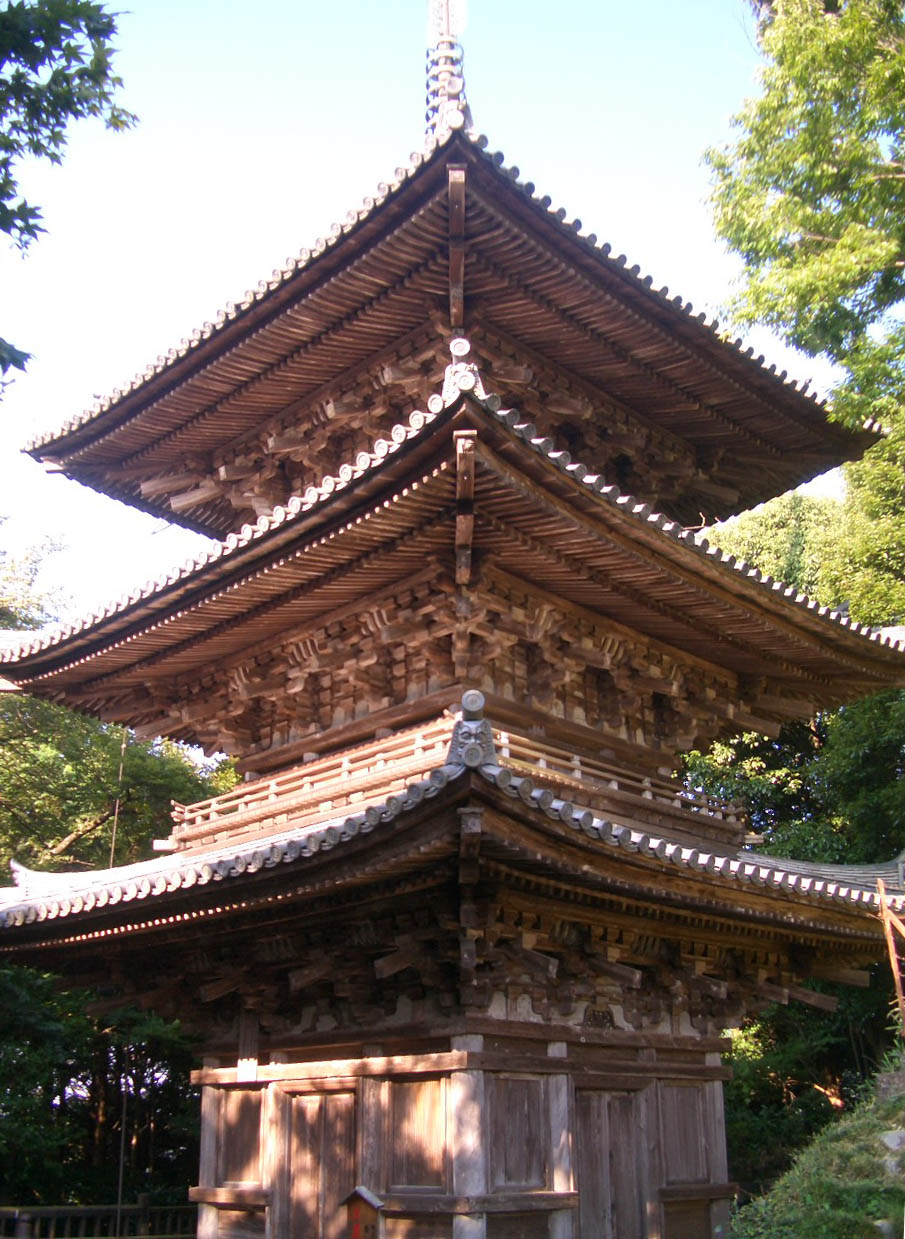

Le Sōken-ji (摠見寺, Sōken-ji) est un temple de l'école Rinzai Myōshin-ji du bouddhisme zen. Il se trouve dans la zone Azuchi (Shiga) de Ōmihachiman, préfecture de Shiga au Japon.
Le temple est donné par Oda Nobunaga au château d'Azuchi à l'ère Tenshō de l'époque Azuchi Momoyama.
Le 16 novembre 1854, Sōken-ji est détruit par un incendie.
Après l'ère Meiji, le karihondō de Sōken-ji est reconstruit dans la maison de Tokugawa Ieyasu dans les ruines du château d'Azuchi.